# Agramatismo
O agramatismo é um aspecto linguístico particular da afasia de expressão caracterizado pela supressão quase constante dos morfemas gramaticais (preposições, artigos, pronomes) e a reducão das frases apenas à sequência dos morfemas lexicais. Uma das causas principais é a perda auditiva, geralmente em crianças de seis anos.